# 長門時事新聞
長門時事新聞（ながとじじしんぶん）は、山口県長門市で発行されている地方紙。長門時事新聞社が発行している。地域の政治、経済、文化、イベント情報等、幅広い話題を掲載する。月4回刊（原則として毎週金曜日発行）。1947年（昭和22年）1月に創刊。1980年（昭和55年）から1985年（昭和60年）まで一時休刊していた時期がある。休刊前のサイズはタブロイド判だったが、復刊後はブランケット判となっている。
通常は毎週4頁で構成されるが、お盆や正月を中心に多数の広告掲載のため6-8頁となることがある。原則二色刷だが、増ページ時には一部カラー印刷が行われる。
2008年（平成20年）に萩市と阿武町をエリアとする姉妹紙「はぎ時事新聞」を刊行している。